# غريغ مايلز
غريغ آشلي مايلز (بالإنجليزية: Gregg Ashley Mayles، مواليد 29 أبريل 1971)‏ هو مصمم ألعاب فيديو بريطاني يعمل حاليًا في شركة ألعاب الفيديو راير كمدير إبداعي. وهو أحد أعضاء الشركة الأطول خدمة، حيث عمل هناك منذ عام 1989.

## المسار المهني
بدأ مايلز حياته المهنية كمصمم لسلسلة باتل تودز وسلسلة دونكي كونغ كانتري وكان أحد المبدعين لشخصيات ديدي كونغ وكينغ ك. روول. بعد عمله على دونكي كونغ كانتري، جاء بفكرة حول لعبة أكشن مغامرات متأثرة بعمله الأخير في السلسلة. كان المشروع مضاءً باللون الأخضر لإصداره أولاً على سوبر نينتندو إنترتينمنت سيستم ثم على نينتندو 64. كانت اللعبة التي تحمل الاسم الرمزي بروجكت دريم، تدور حول صبي صعد في مغامرة سحرية إلى جزيرة قراصنة. وقد ألغى هذا المفهوم، وغُيِّرَ البطل إلى دب على أساس واحد من ديدي كونغ رايسينغ مع حقيبة ظهره، مع المغربلة الأخير من رحلة مايلز إلى اليابان. أصبحت بعد ذلك سلسلة بانجو-كازووي التي نالت استحسانا كبيرا.
بعد نجاح بانجو-كازووي، قام مايلز بتصميم إضافي على دونكي كونغ 64، والذي كان يعتمد على مفهوم مشروع مايلز. بعد ذلك، أخرج مايلز الخليفة التي طال انتظارها، بانجو-توي، والتي نالت استحسانًا أكثر من سابقتها. بعد بانجو-توي، صمم مايلز في كونكرز باد فور داي وستار فوكس أدفنتشرز. قام مايلز بتوجيه تصميم لعبة 2003 غرابد باي ذا غوليز، والتي رُوجِعَت بشكل سيئ من قبل الصحافة. بطل اللعبة، كوبر، يشبه مايلز نفسه. ثم عمل في بعض المشاريع الأخرى قبل أن يلعب دورًا رئيسيًا في إنشاء لعبة فيفا بينياتا. ظهرت لأول مرة كفكرة من تيم ستامبر، ثم أسفرت عن لعبة كاملة متأثرة بسلسلة أنيمل كروسينغ وستوري أوف سيزنز. صدر في عام 2006 ولاقى استقبالًا جيدًا. شارك مايلز أيضًا في تصميم الجزء التكميلي، فيفا بينياتا: تربل إن بارادايز.
في عام 2006، قرر مايلز العودة إلى جذوره، وبدأ مشروع بانجو-كازووي الجديد بميزة جديدة: بناء السيارات. أُعلِنَ عنها في إكس 06، وكانت بعنوان بانجو كازوي: نيتز آند بولز. صدرت اللعبة في عام 2008. بعد نيتز آند بولز، عمل مايلز على نسخة إكس بوكس 360 من سونيك آند سيجا أول-ستارز ريسينغ وعلى كنيكت سبورتس. عمل مايلز أيضًا كمدير إبداعي لسي أوف ثيفز لعام 2018؛ أُسمِيَت إحدى الأغاني داخل اللعبة على شرفه.[بحاجة لمصدر أفضل]
في عام 2007، ترك تيم وكريس ستامبر شركة راير «لمتابعة فرص أخرى»، واستبدلهم مارك بيترريدج مع مايلز كمدير استوديو ومدير إبداعي، على التوالي. كما يتبرع مايلز بالمال للأطفال الفقراء. بدأ «ماراثون بنفسجي جدًا» في أبريل 2009. دعمت راير الماراثون، حيث تبرعت بمبلغ 2110 يورو.[بحاجة لمصدر] شقيقه الأصغر هو فنان ألعاب فيديو ستيف مايلز، والذي عمل أيضًا في راير من عام 1992 إلى عام 2014.

## الأعمال
| التاريخ | العنوان                              | المنصة (المنصات)              | الدور (الأدوار)                   | ملاحظات                                     |
| ------- | ------------------------------------ | ----------------------------- | --------------------------------- | ------------------------------------------- |
| 1990    | سولار جيتمان                         | نينتندو إنترتينمنت سيستم      | ردود الفعل الحرجة                 |                                             |
| 1991    | باتل تودز                            | نينتندو إنترتينمنت سيستم      | مصمم                              |                                             |
| 1994    | باتل تودز آركيد                      | الصالات                       | المصمم الرئيسي                    |                                             |
| 1994    | دونكي كونغ كانتري                    | سوبر نينتندو إنترتينمنت سيستم | المصمم الرئيسي                    |                                             |
| 1995    | دونكي كونج كونتري 2: ديدي كونج كويست | سوبر نينتندو إنترتينمنت سيستم | منتج ومصمم رئيسي                  |                                             |
| 1998    | بانجو-كازووي                         | نينتندو 64                    | مدير ومصمم رئيسي                  |                                             |
| 1999    | دونكي كونغ 64                        | نينتندو 64                    | الدعم                             |                                             |
| 2000    | بانجو-توي                            | نينتندو 64                    | مدير ومصمم رئيسي                  |                                             |
| 2001    | كونكرز باد فور داي                   | نينتندو 64                    | تصميم إضافي                       |                                             |
| 2002    | ستار فوكس أدفنتشرز                   | غيم كيوب                      | شكر خاص                           |                                             |
| 2003    | غرابد باي ذا غوليز                   | إكس بوكس                      | مدير ومصمم رئيسي                  |                                             |
| 2004    | صابر وولف                            | غيم بوي أدفانس                | المفهوم الأصلي                    |                                             |
| 2005    | إتز مستر بانتس!                      | غيم بوي أدفانس                | المفهوم الأصلي                    | اعتُمِدَ لـ«وي دريم أوف بانتس»                 |
| 2005    | بيرفكت دارك زيرو                     | إكس بوكس 360                  | إدارة راير                        |                                             |
| 2005    | كاميو                                | إكس بوكس 360                  | إدارة راير                        |                                             |
| 2006    | فيفا بينياتا                         | إكس بوكس 360                  | المصمم الرئيسي                    |                                             |
| 2007    | جيتباك ريفيولد                       | إكس بوكس 360                  | إدارة راير                        |                                             |
| 2008    | فيفا بينياتا: تربل إن بارادايز       | إكس بوكس 360                  | تصميم إضافي                       |                                             |
| 2008    | بانجو كازوي: نيتز آند بولز           | إكس بوكس 360                  | مدير ومصمم                        | حصل على الفضل في «أفكار سخيفة ولصق السيارة» |
| 2010    | كنيكت سبورتس                         | إكس بوكس 360                  | مصمم                              |                                             |
| 2010    | سونيك آند سيجا أول-ستارز ريسينغ      | إكس بوكس 360                  | شكر خاص                           |                                             |
| 2012    | فايبل: ذا جورني                      | إكس بوكس 360                  | شكر خاص                           |                                             |
| 2014    | كنيكت سبورتس ريفالز                  | إكس بوكس ون                   | مصمم                              |                                             |
| 2018    | سي أوف ثيفز                          | إكس بوكس ون، حاسوب شخصي       | مخرج مبدع                         | اعتمد كغروغ مايلز                           |
| 2019    | سوبر سماش برذرز ألتميت               | نينتندو سويتش                 | مشرفو اللعبة الأصليون؛ راير ليمتد | محتوى فايتر باس الإضافي: بانجو-كازووي       |
| 2020    | باتل تودز                            | إكس بوكس ون، حاسوب شخصي       | شكر خاص                           |                                             |

## وصلات خارجية
- غريغ مايلز على موبي غيمز
- غريغ مايلز في قاعدة بيانات الأفلام على الإنترنت